# Плешковська сільська рада
Плешко́вська сільська рада (рос. Плешковский сельский совет) — сільське поселення у складі Зонального району Алтайського краю Росії.
Адміністративний центр — село Плешково.

## Населення
Населення — 1845 осіб (2019; 1831 в 2010, 1990 у 2002).

## Склад
До складу сільської ради входять:
| Населений пункт      | Населення, осіб (2002) | Населення, осіб (2010) |
| -------------------- | ---------------------- | ---------------------- |
| Березова Роща, село  | 20                     | 1                      |
| Буланіха, селище     | 223                    | 170                    |
| Восход, селище       | 211                    | 217                    |
| Плешково, село       | 1332                   | 1268                   |
| Свекловичний, селище | 180                    | 175                    |
| Уткуль, селище       | 24                     | 0                      |